# اريك وليامز
اريك وليامز (بالإنجليزية: Eric Williams)‏ هو سباح نيجيري، ولد في 27 نوفمبر 1977.

## روابط خارجية
- أريك وليامز على موقع أوليمبيديا (الإنجليزية)